# Baldassarre Castiglioni

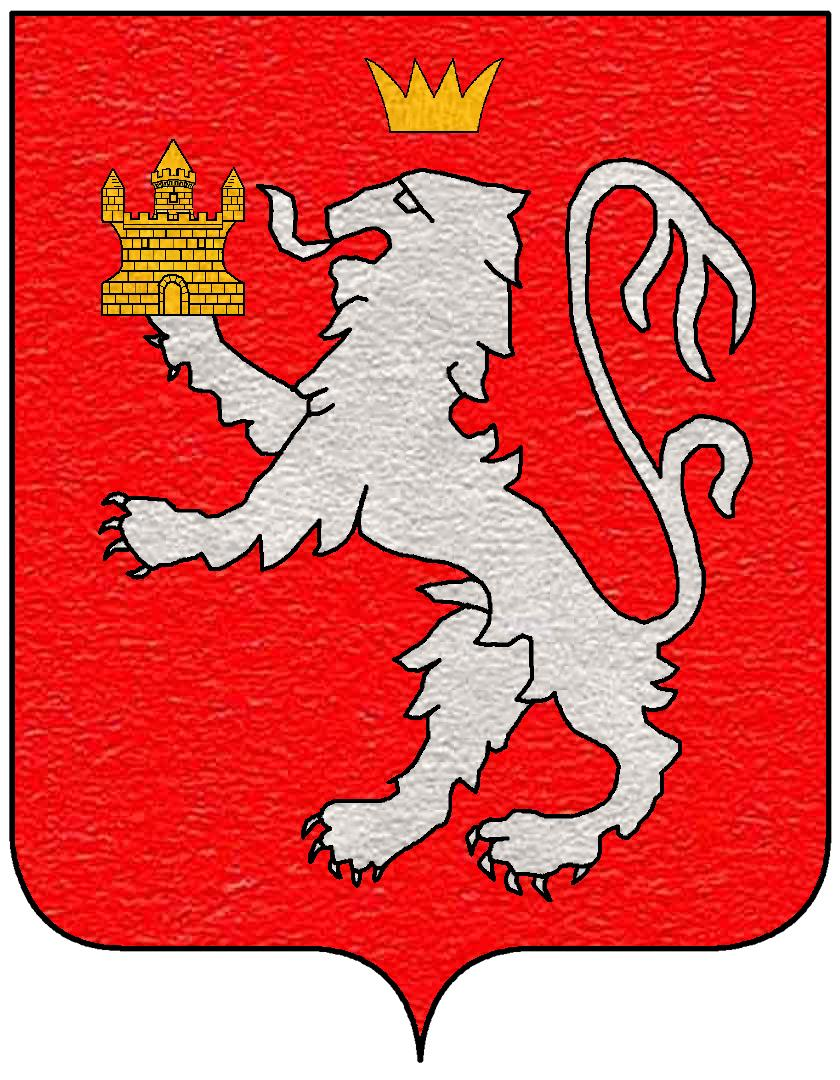
Stemma dei Castiglione

Baldassarre Castiglioni (Lonato, 20 maggio 1851 – Casatico, 6 agosto 1938) è stato un avvocato e politico italiano.

## Biografia
Figlio del marchese Carlo, della nobile famiglia Castiglioni, e della contessa Carolina de Barni. Fu Presidente del Collegio degli avvocati di Brescia e Presidente dell'Ateneo di Brescia.